# Piona coccinoides
Piona coccinoides är en kvalsterart. Piona coccinoides ingår i släktet Piona och familjen Pionidae.

## Underarter
Arten delas in i följande underarter:
- P. c. coccinoides
- P. c. baffinensis